# 6941 Dalgarno
6941 Dalgarno eller 1976 YA är en asteroid i huvudbältet som upptäcktes den 16 december 1976 av Harvard College Observatory. Den är uppkallad efter den brittiske fysikern Alexander Dalgarno.
Asteroiden har en diameter på ungefär 8 kilometer.